# サタデーイブニングライブ RADIOジャンクション
『サタデーイブニングライブ RADIOジャンクション』（サタデーイブニングライブ ラジオジャンクション）は、2004年4月から2007年3月までエフエム青森とエフエムアップルウェーブで放送されていたラジオ番組である。
番組は毎回2局同時生放送を実施していた。放送時間は両局ともに毎週土曜 17:00 - 18:00 （日本標準時）。この時間帯に他のJFN系列局で放送されていた『サントリー・サタデー・ウェイティング・バー』は、エフエム青森では土曜 19:00 - 19:55 に放送されていた。
番組の終了後には、『DAY DREAM BELIEVER』や『IT'S MY RADIO!』のコーナー「RadioジャンQ!」が2局同時生放送を実施していた。

## パーソナリティ
- 鈴木耕治（エフエム青森アナウンサー）
- 石塚絵里子（当時青森朝日放送パーソナリティ）
- 稲葉みどり（当時エフエムアップルウェーブパーソナリティ）